# Список резерватов Казахстана
Резерват — особый вид ООПТ, предусмотренный законодательством Казахстана. Резерваты являются юридическими лицами и создаются в форме государственного учреждения. По определению МСОП входит в VI категорию — «Участок устойчивого природопользования: функционирует главным образом для устойчивого использования природных экосистем», в отличие от национальных парков (категория II), функционирующих главным образом для сохранения природных экосистем и рекреации.
Территория государственных природных резерватов подразделяется на зоны с различными видами режима охраны и использования:
- 1) зона заповедного режима — зона ядра, предназначенная для долгосрочного сохранения генетических ресурсов, биологического разнообразия, экологических систем и ландшафтов, имеющая достаточные размеры для достижения таких целей;
- 2) буферная зона — участок территории, который используется для ведения экологически ориентированной хозяйственной деятельности и устойчивого воспроизводства биологических ресурсов.

## Список резерватов
В данной таблице резерваты расположены в хронологическом порядке их организации.
| # | Изображение | Название                                                 | Год создания       | Площадь, га | Область                       |
| - | ----------- | -------------------------------------------------------- | ------------------ | ----------- | ----------------------------- |
| 1 |             | Государственный лесной природный резерват «Ертіс орманы» | 2003               | 277 961     | Павлодарская область          |
| 2 |             | Государственный лесной природный резерват «Семей орманы» | 2003               | 654 179,8   | Абайская область              |
| 3 |             | Иргиз-Тургайский государственный природный резерват      | 2007               | 1 173 511   | Актюбинская область           |
| 4 |             | Государственный природный резерват «Акжайык»             | 2009               | 111 500     | Атырауская область            |
| 5 |             | Государственный природный резерват «Алтын Дала»          | 2012               | 489 766     | Костанайская область          |
| 6 |             | Государственный природный резерват «Иле-Балхаш»          | 2018               | 415 164,2   | Алматинская область           |
| 7 |             | Государственный природный резерват «Бокейорда»           | 2022               | 343 040,1   | Западно-Казахстанская область |
| 8 |             | Государственный природный резерват «Каспий итбалығы»     | 2024               | 108 632,31  | Мангистауская область         |
| а |             | Государственный природный резерват «Жайық орманы»        | планируется в 2023 | 46 969      | Западно-Казахстанская область |
| б |             | Государственный природный резерват «Ертіс жайылмасы»     | планируется в 2024 | 220 000     | Павлодарская область          |